# Parafia św. Andrzeja Boboli w Baszni Dolnej
Parafia św. Andrzeja Boboli w Baszni Dolnej – parafia rzymskokatolicka z siedzibą w Baszni Dolnej, znajdująca się w dekanacie Lubaczów, w diecezji zamojsko-lubaczowskiej. 
Do parafii należą wierni z następujących miejscowości: Basznia Dolna, Basznia Górna, Borowa Góra, Dąbrowa, Huta Kryształowa, Piastowo, Pilipy, Podlesie, Sołotwina, Tymce
Parafia erygowana została 26 sierpnia 1939 roku. 
W maju 1945 nacjonaliści ukraińscy z OUN-UPA spalili w czasie napadu wszystkie zabudowania kościelne oraz zniszczyli wnętrze kościoła. 
Liczba parafian: 2200.